# تپه گورستان سلطانعلی
تپه قبرستان سلطانعلی مربوط به دوران پیش از تاریخ ایران باستان تا دوران‌های تاریخی پس از اسلام است و در شهرستان گنبد کاووس، بخش مرکزی، روستای سلطانعلی واقع شده و این اثر در تاریخ ۱۰ خرداد ۱۳۸۲ با شمارهٔ ثبت ۸۸۴۸ به‌عنوان یکی از آثار ملی ایران به ثبت رسیده است.